# Harry Larsen
 Der er for få eller ingen kildehenvisninger i denne artikel, hvilket er et problem. Du kan hjælpe ved at angive troværdige kilder til de påstande, som fremføres i artiklen.

Harry Julius Larsen  (født 4. september 1915 i Kirkerup ved Sorø,  død 12. august 1974 i København) var en dansk roer, der deltog i OL i 1936 i Berlin, hvor han sammen med klubkammeraten i Sorø Roklub, Peter Richard Olsen, vandt sølvmedalje i toer uden styrmand. For denne bedrift modtog de BT's guldmedalje i 1936. I 1937 blev mandskabet nr. 2 ved europamesterskaberne i toer uden styrmand.
Harry Larsen var tidligere en del af den berømte Sorø-firer i årene 1934-35, hvor han erstattede Walther Christiansen. Op til OL 1936 dannedes toeren med Peter Richard Olsen, toeren blev opløst i 1937. Harry Larsen var politibetjent i sit civile liv,